# Sant Roc de la Barroca
Sant Roc de la Barroca és una església situada al capdamunt del cim de Sant Roc en el punt de confluència de les comarques de la Garrotxa, el Gironès i La Selva i dins el municipi de Sant Aniol de Finestres (Garrotxa) inclosa a l'Inventari del Patrimoni Arquitectònic de Catalunya. Ja és esmentada l'any 1447 com a parròquia de la Barroca.

## Descripció
L'ermita de Sant Roc és de planta rectangular, amb teulada a dues vessants i el carener perpendicular a la façana principal. La porta d'accés, a ponent, és d'arc de mig punt, dovellada. El parament és de pedra sense desbastar unida amb morter, sense formar filades. Està arrebossada.